# Aspidarachna clypeata
Aspidarachna clypeata là một loài chân đều trong họ Munnopsidae. Loài này được G.O. Sars miêu tả khoa học năm 1899.